# Jason Watt

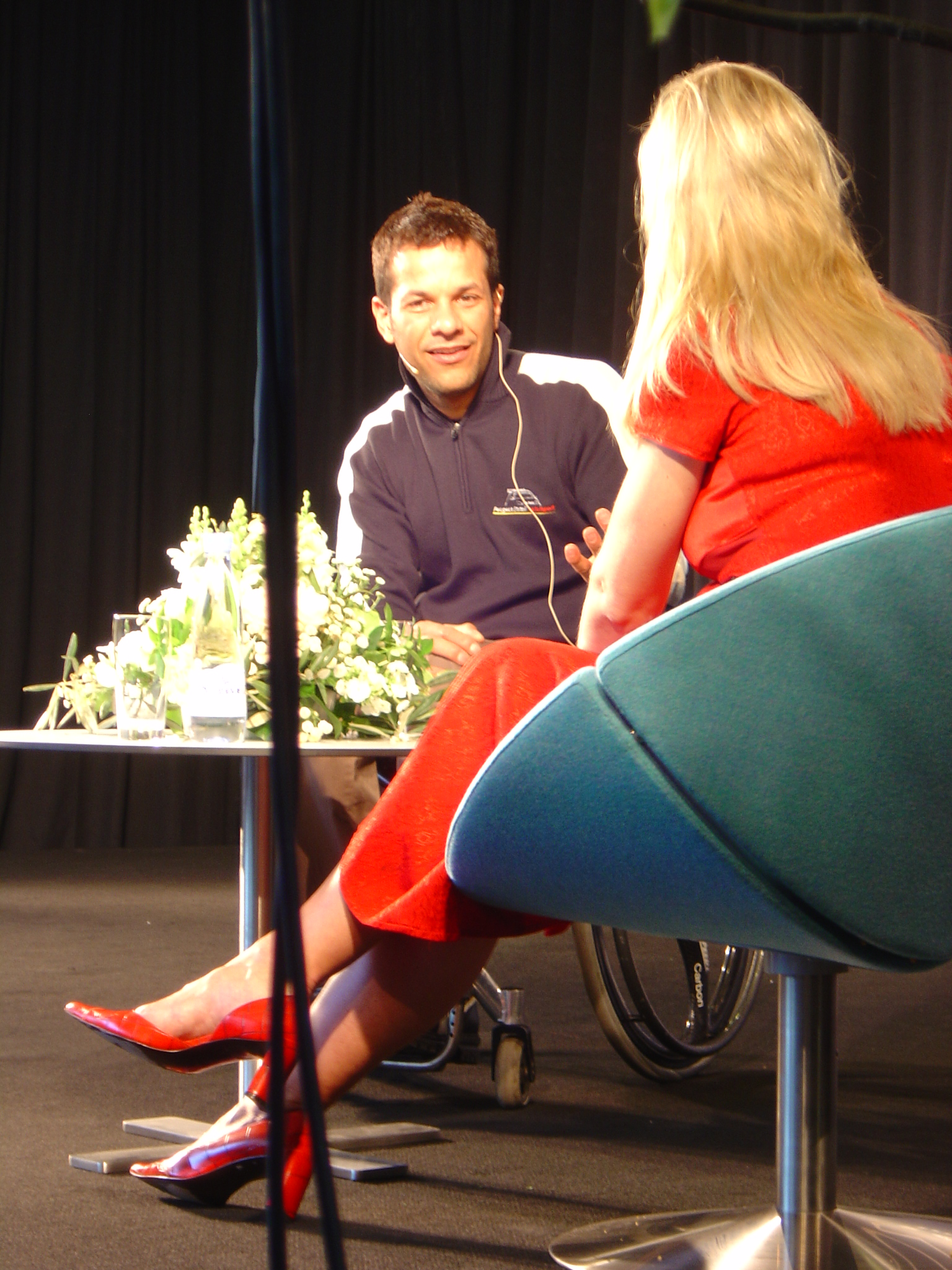
Jason Watt, 2004.

Jason Watt (24 februari 1970) is een Deens autocoureur.
Watt reed goed in de karting waarna hij overstapte naar de Formule Ford in 1992. In 1993 kon hij in de "Formule Vauxhall Lotus Winter Series" gaan rijden, waarin hij kampioen werd. Hij won de volgende jaren ook het Formule Ford Festival op Brands Hatch en het Britse Formule Ford-kampioenschap.
In 1995 won Watt de Formule Opel Euroseries en racete ook in de British F3. Hierna ging hij Dario Franchitti, Juan Pablo Montoya en Jan Magnussen achterna in het Internation Touring Car Kampioenschap. Hij ging ook nog in de Britse Formule 2 rijden.
Hierna ging hij in 1997 in de Formule 3000 rijden, waarin hij als een van de besten van zijn generatie gezien werd. Hij reed in 1997 en 1998 voor het Super Nova Racing Team onder de naam Den Bla Avis, genoemd naar zijn belangrijkste sponsor. Hij won één race per jaar en ging hierna voor het echte Super Nova Racing Team. Hij won in 1999 twee races en werd vice-kampioen.
Hij raakte door een ongeluk met de motor in 1999 verlamd. Hij bleef echter racen met speciaal aangepaste wagens in het Deense Touring Car Kampioenschap, waar hij in 2006 kampioen werd.